# Elecciones generales de Samoa de 1988
Las elecciones generales de Samoa de 1988 se llevaron a cabo el 26 de febrero para escoger a los 47 miembros de la Asamblea Legislativa de Samoa. El voto estaba restringido para los matai y los descendientes de europeos. A pesar de que  el Partido para la Protección de los Derechos Humanos obtuvo casi el doble de votos que el Partido Demócrata Cristiano, este, junto a una coalición liderada por Va'ai Kolone juntaron 24 de los 47 escaños, superando con uno al HRPP. Sin embargo, días después de las elecciones, algunos miembros de la coalición regresaron al HPP, permitiéndole a Tofilau Eti Alesana. Esta fue la última elección bipartidista de Samoa, puesto que a partir de entonces el HRPP nunca ha perdido una elección.

## Resultados
| Partido                                            | Votos  | %    | Escaños | +/- |
| -------------------------------------------------- | ------ | ---- | ------- | --- |
| Partido para la Protección de los Derechos Humanos | 5.017  | 35.9 | 23      | -9  |
| Partido Demócrata Cristiano                        | 2.300  | 16.4 | 24      | 9   |
| Independientes                                     | 6.668  | 47.7 | 0       | 0   |
| Votos en blanco/anulados                           | 83     | -    | -       | -   |
| Total                                              | 14,065 | 100  | 47      | 0   |
| Fuente: Nohlen et al.                              |        |      |         |     |